# Județul Ungheni
Județul Ungheni a fost până la reorganizarea administrativ-teritorială pe raioane un județ al Republicii Moldova. Se învecina cu județele Bălți, Orhei, Chișinău și Lăpușna și cu România la vest. Capitala sa este orașul Ungheni.
În județul Ungheni se aflau 163 de localități, dintre care 4 orașe: Călărași, Cornești, Nisporeni și Ungheni.